# Euthalia chersonesia
Euthalia chersonesia är en fjärilsart som beskrevs av Hans Fruhstorfer 1904. Euthalia chersonesia ingår i släktet Euthalia och familjen praktfjärilar. Inga underarter finns listade i Catalogue of Life.